# Renfe série S-101
Le S-101 est un train construit par Alstom et qui circule en Espagne pour la Renfe. 

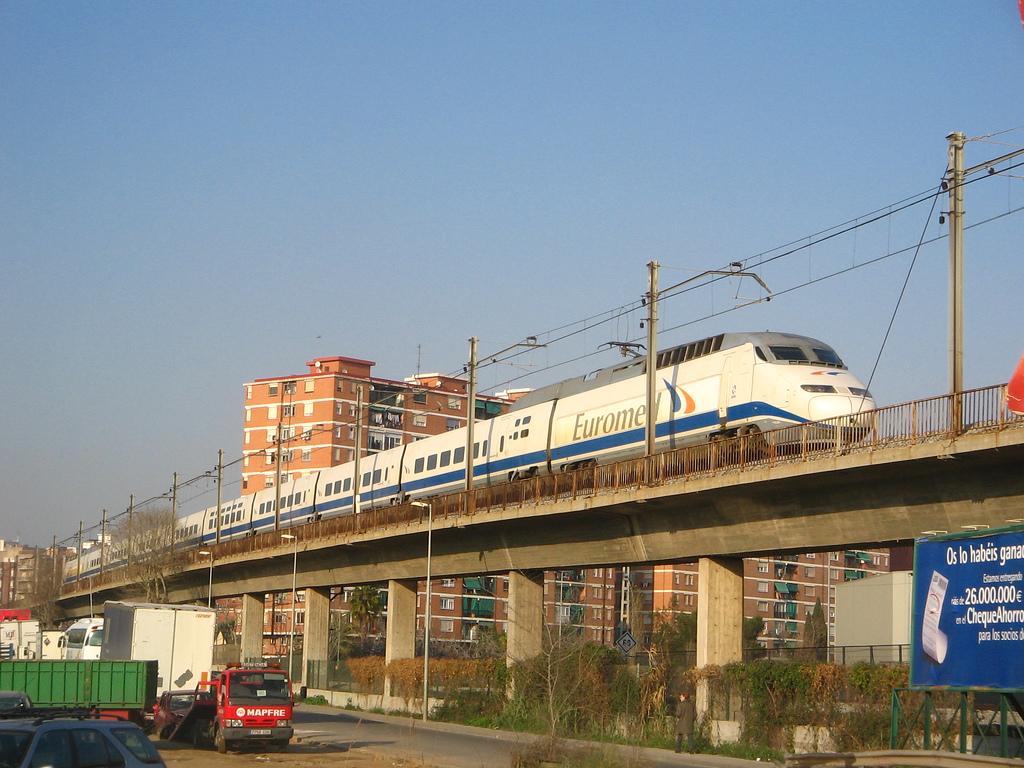
Une rame de type S-101.

Il fut conçu sur les bases du S-100. La Renfe avait commandé 24 trains à grande vitesse à écartement international S-100 et modifié sa commande pour recevoir les 6 dernières unités à écartement espagnol (1668 mm).
Ce train était similaire au S-100, mais était équipé de bogies compatibles avec l'écartement ibérique et ne circulait que sous caténaire 3000 V et avec une vitesse limitée à 220 km/h. Les 6 unités ont été livrées entre 1994 et 1996. 
Les services couvraient la ligne Méditerranée entre Barcelone, Valence et Alicante sur la côte méditerranéenne à une vitesse maximale de 200 km/h, sous le nom d'Euromed.
En 2009, les 6 rames ont été modifiées pour changer d'écartement[pas clair] et affectées à la LGV Madrid - Séville en complément des 18 rames S-100 existantes.

## Accident
Le 30 mars 2002, une rame S-101 entre en collision avec un train de Catalunya Exprés. Après la collision la rame a eu droit à une révision à Valladolid où elle a été entièrement refaite pour ensuite renforcer le service Madrid-Séville qui connaît un grand succès.

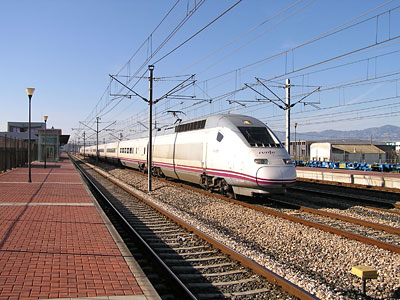
La tête motrice modifiée en question

À cet effet, elle a bénéficié outre la réparation, d'une remise en peinture, d'une nouvelle décoration intérieure… Et du fait des dégâts trop importants causés à la caisse de l'une des deux motrices, celle-ci a été remplacée par une nouvelle. La caisse du type de celles des S-100 et S-101 d'origine n'étant plus construite, c'est une caisse similaire à celle des TGV Duplex et TGV POS qui a été utilisée. La rame se trouve                      
donc encadrée de deux
motrices non « symétriques ».